# R.B. Kitaj
Ronald Brooks Kitaj (Chagrin Falls, 29 oktober 1932 – Los Angeles, 21 oktober 2007) was een Amerikaans kunstschilder en graficus die lange tijd in Engeland werkte. Hij wordt gezien als een vooraanstaand vertegenwoordiger van de School of London en van de Engelse variant van de popart. In 1991 werd hij gekozen tot erelid van de Royal Academy of Arts.

## Leven en werk
Hij werd geboren in de buurt van Cleveland (Ohio). Zijn vader was van Hongaarse afkomst. Na de scheiding, twee jaar later, groeide hij op bij zijn moeder, Jeanne Brooks. Zijn moeder, een nakomeling van Joods-Russische immigranten, hertrouwde in 1941 met Walter Kitaj, een chemisch analist en vluchteling uit Wenen. Ronald nam zijn achternaam aan.
Hij was leerling aan de Troy Christian High School en monsterde op zijn 17e aan als matroos op een Noors vrachtschip. Van 1949 tot 1954 werkte hij regelmatig als matroos in de zeescheepvaart. Hij studeerde in 1950 aan de Cooper Union in New York en in 1951-'52 aan de Academie voor beeldende kunst in Wenen bij onder anderen Fritz Wotruba en Albert Paris Gütersloh. Hier leerde hij zijn eerste vrouw kennen, Elsi Roessler, met wie hij in 1953 trouwde en door Europa reisde. De winter van 1954 bracht het paar door in Sant Feliu de Guíxols in Spanje.
Vanaf 1955 diende hij twee jaar bij de Amerikaanse landmacht in Darmstadt in Duitsland en in Fontainebleau in Frankrijk. Daarna vestigde hij zich in het kader van de G.I. Bill in Engeland en studeerde in 1958-'59 aan de Ruskin School of Drawing and Fine Art in Oxford. Hier ontwikkelde hij een affiniteit met het werk van Cézanne. Daarna studeerde hij van 1959 tot 1961 aan de Royal College of Art in Londen met onder anderen David Hockney, Derek Boshier, Peter Phillips, Allen Jones en Patrick Caulfield.
Een van de terugkerende thema's in zijn werk is zijn relatie tot vrouwen. Zijn eerste vrouw, Elsi Roessler, stierf in 1969 door zelfdoding. Kitaj trouwde opnieuw in 1983. Hij had drie kinderen, onder wie een geadopteerde dochter.

### Jaren 60
In de jaren 60 werkte hij in Engeland als docent aan verschillende kunstacademies (Ealing Art College, Camberwell School of Art en Slade School of Art). In 1962 werkte hij samen met Eduardo Paolozzi en maakte collages. Zijn eerste solotentoonstelling vond plaats in 1963 in de Marlborough New London Gallery in Londen en stond onder het motto: Pictures with commentary, Pictures without commentary. Hier gebruikte hij in zijn werk citaten uit literatuur en kunstgeschiedenis. In de bijgaande catalogus komt naar voren dat hij beïnvloed was door het theoretische werk van de Duitse kunsthistoricus Aby Warburg. Zijn leven lang was Kitaj een gepassioneerd boekenverzamelaar.
In 1964 nam hij deel aan documenta III in Kassel. In 1965 had hij een tentoonstelling in Los Angeles County Museum of Art in Los Angeles.
Tussen 1965 en 1968 woonde hij in Amerika. In 1968 gaf hij colleges aan de Universiteit van Californië in Berkeley en nam weer deel aan de documenta in Kassel.

### School of London
In 1976 organiseerde hij voor het Arts Council een tentoonstelling in de Hayward Gallery met de titel: The Human Clay (een toespeling op een dichtregel van W.H. Auden). In de tentoonstelling werd figuratief werk getoond van 48 kunstenaars uit Londen, onder wie William Roberts, Richard Carline, Colin Self en Maggi Hambling. In zijn inleiding tot de geruchtmakende catalogus gebruikte hij voor het eerst de term 'School of London' om het werk te beschrijven van schilders als Frank Auerbach, Francis Bacon, Lucian Freud, Leon Kossoff, Euan Uglow, Michael Andrews, Reginald Gray en zichzelf.
Kitaj was van grote invloed op de Engelse popart. Hij maakte schilderijen die eruitzien als collages met fragmenten van lichamen en omgevingen binnen onlogische beeldruimtes. Hij wordt gewaardeerd als een begaafd tekenaar, die via een doorgaande lijn van leermeesters (onder wie Walter Sickert) in de traditie stond van Edgar Degas (die weer in de traditie stond van Ingres).
Zijn werk The Autumn of Central Paris uit 1972-73 toont een portret van Walter Benjamin binnen een dynamische, gefragmenteerde omgeving. In wisselwerking met zijn schilderijen werkte hij met zijn drukker Chris Prater ook aan zeefdrukken. Deze lijken op collages met bewerkte boekpagina's. Zijn composities ontwikkelde hij door een (her)gebruik van materiaal, hetgeen hij agitational usage noemde.

### Late jaren
In 1983 trouwde hij met Sandra Fischer, die hij al dertien jaar kende. In zijn latere werk zet hij vooral zijn Joodse identiteit uiteen (met verwijzingen naar de Holocaust en Franz Kafka) en noemt hij zichzelf een 'wandelende Jood in de diaspora'. In 1989 publiceerde hij het First Diasporist Manifesto, waarin hij zijn vervreemding analyseert en relateert aan zijn werk.
In 1994 was in de Tate Gallery een retrospectieve tentoonstelling van zijn werk te zien die daarna doorreisde naar het Metropolitan Museum of Art in New York en het Los Angeles County Museum of Art. Deze expositie riep in Engeland zeer negatieve reacties op. De negatieve kritiek brak hem zwaar op en hij keerde in 1997, na het plotselinge overlijden van zijn tweede vrouw aan een hersenaneurysma, terug naar Los Angeles, om in de buurt van zijn kinderen en kleinkinderen te kunnen wonen. De teleurstelling over de voorgaande periode werd door hem verwerkt in schilderijen waarin hij zichzelf en zijn vrouw uitbeeldt als lichtwezens omgeven door engelen.
In 2001 toonde de National Gallery de expositie Kitaj in the Aura of Cézanne and Other Masters. In 2010 werd zijn werk getoond in het Yale Center for British Art in New Haven (Connecticut) naast werken van vijf Engelse kunstenaars onder wie Howard Hodgkin en John Walker op de tentoonstelling The Independent Eye. In 2012 werd door het Joods Museum in Berlijn een symposium aan zijn werk gewijd met de expositie Obsessions, die in 2013 doorreisde naar het Joods Museum in Londen.
Hij ontving diverse eredoctoraten. Daarnaast werd hij in 1982 verkozen tot erelid van de American Academy of Arts and Letters, in 1991 werd hij erelid van de Royal Academy of Arts en in 1996 werd hij in Frankrijk Chevalier des Arts et des Lettres.

## Tentoonstellingen
Solotentoonstellingen (selectie)
- 1963: Marlborough New London Gallery, Londen
- 1965: Marlborough-Gerson Gallery, New York
- 1965: Los Angeles County Museum of Art, Los Angeles
- 1967: Stedelijk Museum, Amsterdam
- 1967: Cleveland Museum of Art, Cleveland
- 1969: Württembergischer Kunstverein, Stuttgart (reizende tentoonstelling)
- 1970: Kestner Gesellschaft, Hannover
- 1970: Overbeck Gesellschaft, Lübeck
- 1970: Städtische Kunstsammlungen, Bonn
- 1995: Tate Gallery, Londen
- 1995: Metropolitan Museum of Art, New York
- 2007: Pallant House Gallery, Chichester, West Sussex
- 2012: Jüdisches Museum, Berlijn[3]
- 2013: Jewish Museum, Londen: Obsessions
- 2013: Hamburger Kunsthalle: R.B. Kitaj. Die Retrospektive

Groepstentoonstellingen (selectie)
- 1960-61: Londen, RBA Galleries: Young Contemporaries (winnaar Arts Council Prize)
- 1961-63: Liverpool: John Moore′s Exhibition (Kitaj wordt beide keren bekroond)
- 1962: Eindhoven, Stedelijk Van Abbemuseum: Kompass II
- 1962-63: Premio Marzotto (reizende tentoonstelling)
- 1964: Den Jaah, Gemeentemuseum: Nieuwe Realisten
- 1964: Kassel: documenta III
- 1964: Venetië: Biënnale van Venetië
- 1964: Düsseldorf: Britische Malerei der Gegenwart
- 1965: New York, Marlborough-Gerson Gallery: The English Eye
- 1965: Brussel, Palais des Beaux Arts: Pop Art; Nieuwe Figuratie; Nouveau Réalisme
- 1966: Rotterdam, Museum Boijmans Van Beuningen: Nieuwe Stromingen in de Britse Grafiek
- 1967: Groningen, Groninger Museum: Aanwinsten uit het Stedelijk
- 1967: Berkeley, University of California
- 1967: Liverpool, John Moore’s Exhibition (1969: jurylid)
- 1967: Pittsburgh, Carnegie Institute: Pittsburgh International
- 1967: Londen, Tate Gallery: Peter Stuyvesant Foundation Collection
- 1967: Den Haag, Gemeentemuseum
- 1967: Eindhoven, Stedelijk Van Abbemuseum: Kompass III
- 1968: Londen, ICA: The Obsessive Image
- 1968: Minneapolis, Walker Art Center: Prints from London
- 1968: Berlijn, Akademie der Künste: Junge Generation Großbritannien
- 1968: Kassel: 4. documenta
- 1969: Bazel: Kunsthalle
- 1969: Rotterdam, Museum Boymans van Beuningen: Grafiek van Gene Davis, R.B. Kitaj, E. Paolozzi
- 1973: Cincinnati, Cincinnati Art Museum (met Jim Dine)
- 1977: Kassel: documenta 6
- 1995: Venetië: Biënnale van Venetië (winnaar Gouden Leeuw)
- 2010: New Haven (Connecticut), Yale Center for British Art: The Independent Eye